# Пширова (Рипінський повіт)
Пширова (пол. Przyrowa) — село в Польщі, у гміні Бжузе Рипінського повіту Куявсько-Поморського воєводства.
Населення — 102 особи (2011).
У 1975-1998 роках село належало до Влоцлавського воєводства.

## Демографія
Демографічна структура станом на 31 березня 2011 року:
|          | Загалом | Допрацездатний вік | Працездатний вік | Постпрацездатний вік |
| -------- | ------- | ------------------ | ---------------- | -------------------- |
| Чоловіки | 53      | 11                 | 40               | 2                    |
| Жінки    | 49      | 11                 | 28               | 10                   |
| Разом    | 102     | 22                 | 68               | 12                   |